# Hwanjeolgi
Hwanjeolgi (환절기?, noto internazionalmente come In Between Seasons) è un film sudcoreano del 2016, diretto e sceneggiato da Lee Dong-eun, a tematica omosessuale. Esso si basa sull'omonima graphic novel scritta sempre da Lee.

## Trama
Mi-kyung vive lontana dal marito e alleva da sola Soo-hyun, il figlio ormai liceale. Un giorno Soo-hyun porta a casa il suo amico di scuola Yong-joon e lo fa conoscere alla madre, la quale è piacevolmente colpita. Qualche anno più tardi, dopo aver completato il servizio militare, Soo-hyun subisce un incidente durante un viaggio con Yong-joon e viene ricoverato in ospedale in stato comatoso. Poco dopo Mi-kyung scopre che, in segreto, suo figlio e Yong-joon avevano una relazione omosessuale e tenta di allontanarlo da lui senza riuscirci. Entrambi vogliono contribuire attivamente alla cura personale di Soo-hyun e man mano che il tempo passa Mi-kyung incomincerà ad avvicinarsi a Yong-joon, mentre lui si sentirà sempre più oppresso dal senso di colpa per quanto accaduto a Soo-hyun.

## Accoglienza

### Incassi
Il film ha incassato complessivamente nel mondo l'equivalente di 41.187 dollari americani.

### Critica
Elizabeth Kerr per The Hollywood Reporter ha apprezzato la «dinamica confortevole» e «intima» dell'opera nonché l'ottima gestione dei «flashback» e il «finale agrodolce con un filo di ottimismo» mantenendo però delle riserve sul possibile «coinvolgimento emotivo» da parte del pubblico.

## Riconoscimenti
- 21st Busan International Film Festival
  - 2016 – Vinto nella categoria New Currents Award
  - 2016 – Candidato nella categoria KNN Award
- 5th QCinema International Film Festival
  - 2017 – Candidato nella categoria Pylon Award for Best Picture –:ian Next Wave